# Денем (город, Миннесота)
Денем (англ. Denham) — город в округе Пайн, штат Миннесота, США. На площади 3,4 км² (3,4 км² — суша, водоёмов нет), согласно переписи 2002 года, проживают 40 человек. Плотность населения составляет 11,7 чел./км².
- FIPS-код города — 27-15670[1]
- GNIS-идентификатор — 0642767[2]